# دوشیزه‌ای برای شاهزاده
دوشیزه‌ای برای شاهزاده (ایتالیایی: Una Vergine per il Principe) یک فیلم کمدی ایتالیایی به کارگردانی پاسکواله فستا کامپانیله است که در سال ۱۹۶۶ منتشر شد. موضوع آن برگرفته از یک رویداد مشهور است که در قرن شانزدهم در دربار گونزگا در مانتووا واقعاً رخ داده است. با وجود اینکه منتقدان، فیلم را به‌طور کلی به‌شدت نکوهش کردند، فیلم با این حال موفقیت بزرگی در جذب مخاطب داشت و درآمد قابل توجهی کسب کرد.

## بازیگران
- ویتوریو گاسمن
- ویرنا لیزی
- فیلیپ لروآ
- پائولا بوربونی
- ماریا گراتزیا بوچلا
- ویتوریو کاپریولی
- ژاک ارلن
- خوزه لوئیس د ویلایونگا
- فمی بنوسی
- لئوپولدو تریئسته
- ماری‌آنجلا جوردانو
- جوسی راسپانی داندالو
- تینو بواتسلی
- فرانچسکو موله
- آنا ماریا گوارنیه‌ری